# Липопротеин Брауна
Липопротеин Брауна, муреин-липопротеин — основной компонент внешней мембраны (клетки), имеет молекулярную массу около 7000, состоит из 58 аминокислот. В липопротеине повторяется 15 аминокислот. Первичная структура расшифрована Фолькмаром Брауном (нем. Volkmar Braun), предполагается эволюционное закрепление дубликации гена. Отсутствие или нарушения в строении липопротеина влияют на функции внешней мембраны.